# الجلاء والقتمة

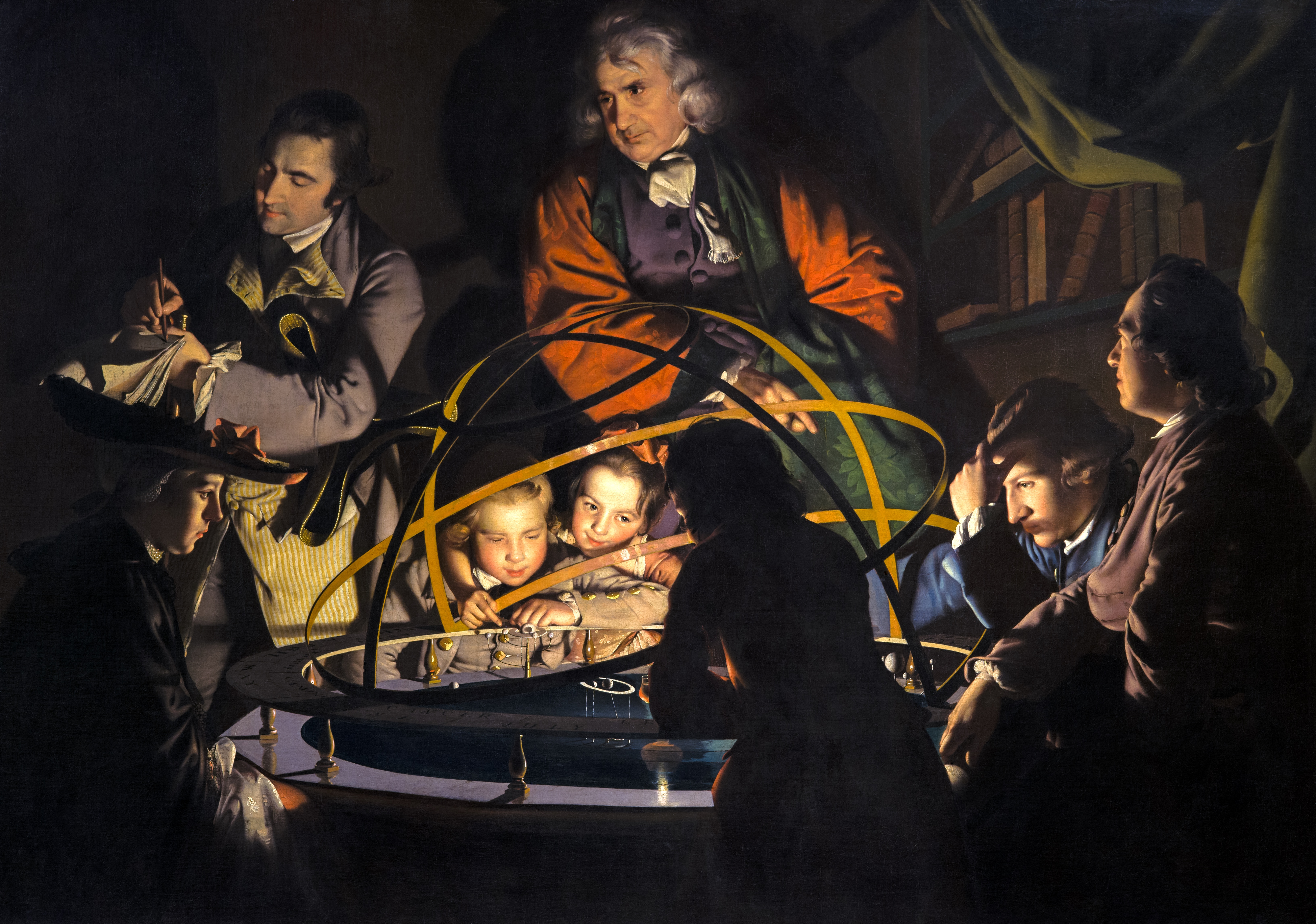
صورة يتمثل فيها أثر الجَلاء والقَتَمَة

الجَلاء والقَتَمَة (بالإيطالية: Chiaroscuro)‏ (كياروسكورو)، هو مصطلح فني يشير إلى التدرج بين الضوء والظلام. وهي تقنية تعتمد على الاستخدام الأمثل للضوء والظلال لتكوين الشخصية المطلوبة بدقة عالية جدا.
و تظهر هذه التقنية بوضوح في لوحة الموناليزا للفنان ليوناردو دا فينشي، من خلال يدي السيدة الناعمتين حيث قام ليوناردو بإضافة تعديلات عبر الإضاءة والظل مستخدما تباين الألوان لإظهار التفاصيل.

## معرض صور

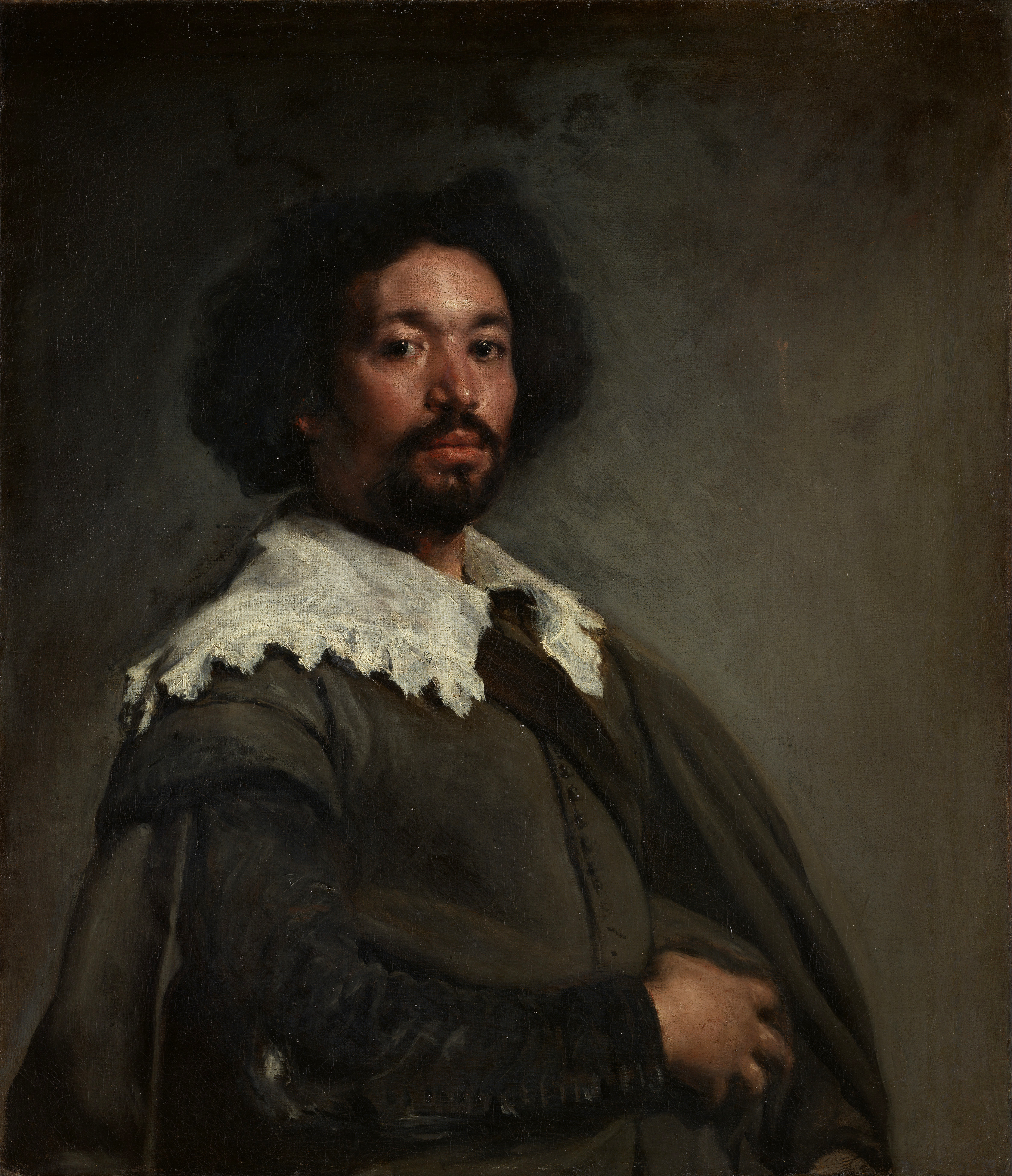
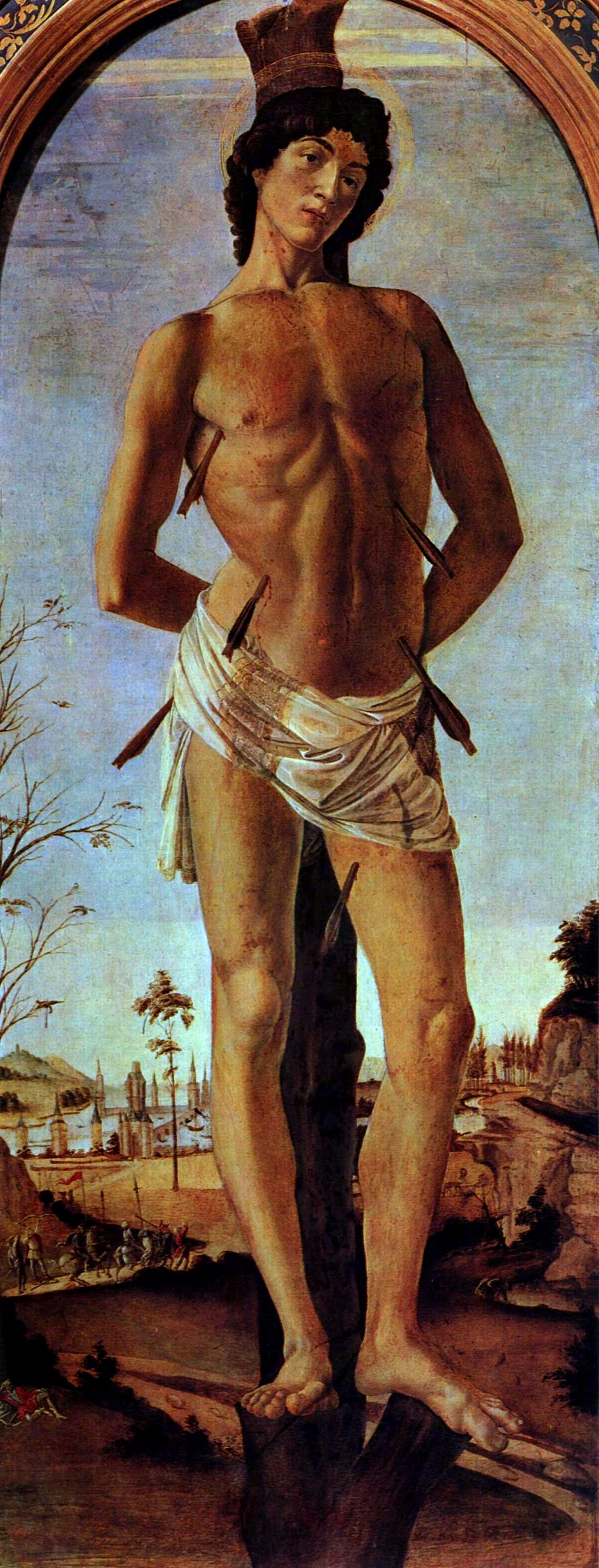
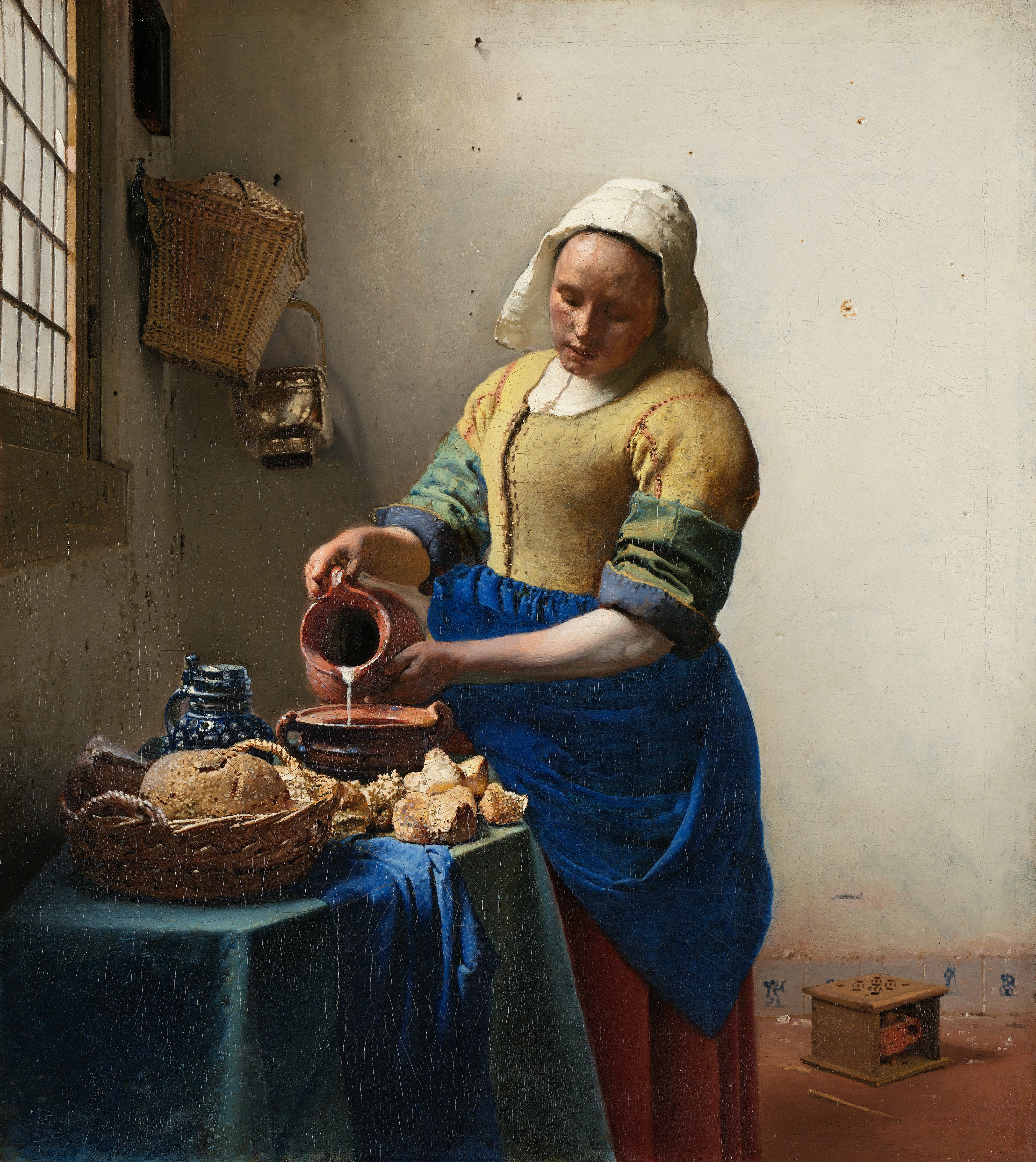
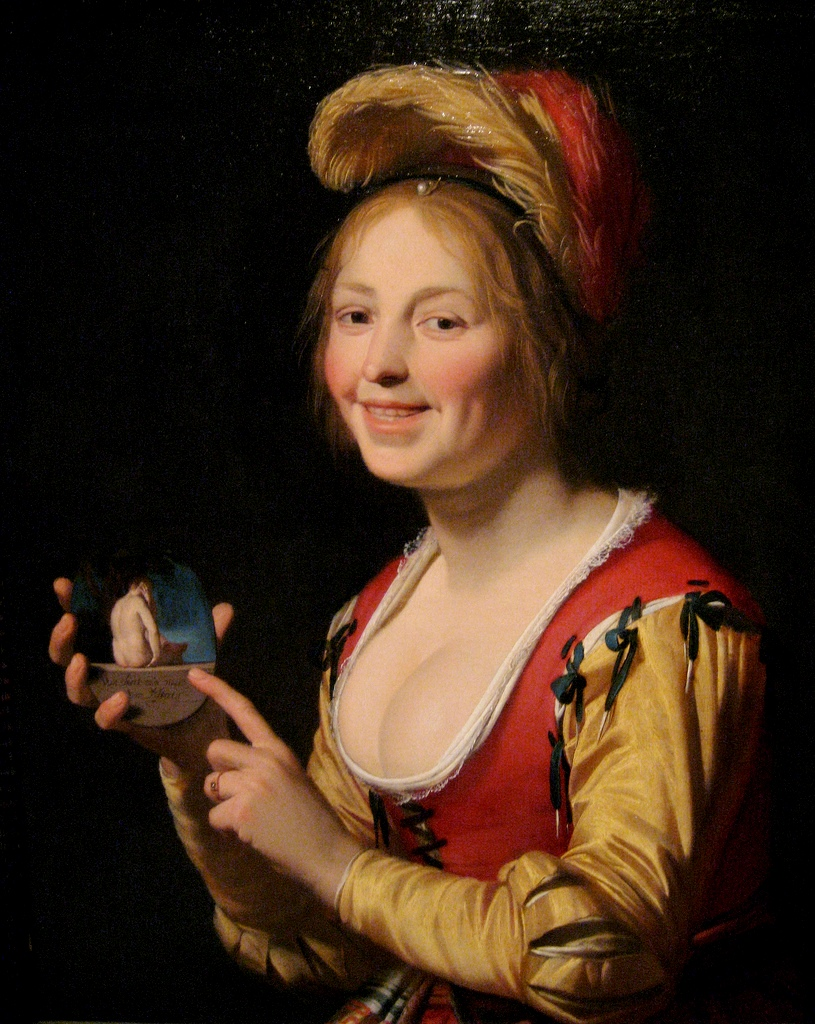
امرأة شابة تحمل مِدْلاة بريشة الرسام الهولندي جيرارد فان هونثورست عام 1625. متحف سانت لويس للفنون، ميزوري.

## وصلات خارجية
- Chiaroscuro Woodcut from the Metropolitan Museum of Art Timeline of Art History
- Chiaroscuro woodcut from Spencer Museum of Art, Kansas
- (Modelling) chiaroscuro from Evansville University
- Tate, London glossary
- Suzanne Buchan article Animated Chiaroscuro, mostly on photograhic and cinematic chiaroscuro